# Kabinet-Borten
Het kabinet–Borten was de regering van het Koninkrijk Noorwegen van 12 oktober 1965 tot 17 maart 1971. Het kabinet werd gevormd door de politieke partijen Høyre (H), Senterpartiet (Sp), Kristelig Folkeparti (KrF) en Venstre (V) na de parlementsverkiezingen van 1965 met partijleider Per Borten van de Senterpartiet als premier. Na de parlementsverkiezingen van 1969 werd het kabinet voortgezet.

## Kabinet–Borten (1965–1971)
| Ambtsbekleder                 | Ambtsbekleder                | Ambtsbekleder                            | Functie(s)                        | Ambtstermijn     | Ambtstermijn     | Partij(en) |
| ----------------------------- | ---------------------------- | ---------------------------------------- | --------------------------------- | ---------------- | ---------------- | ---------- |
|                               | Per Borten                   | Per Borten (1913–2005)                   | Premier                           | 12 oktober 1965  | 17 maart 1971    | Sp         |
|                               | John Lyng                    | John Lyng (1905–1978)                    | Minister van Buitenlandse Zaken   | 12 oktober 1965  | 22 mei 1970      | Høyre      |
|                               | Svenn Stray                  | Svenn Stray (1922–2012)                  | Minister van Buitenlandse Zaken   | 22 mei 1970      | 17 maart 1971    | Høyre      |
|                               |                              | Ole Myrvoll (1911–1988)                  | Minister van Financiën            | 12 oktober 1965  | 17 maart 1971    | Venstre    |
|                               | Elisabeth Schweigaard Selmer | Elisabeth Schweigaard Selmer (1923–2009) | Minister van Justitie             | 12 oktober 1965  | 3 oktober 1970   | Høyre      |
|                               |                              | Egil Endresen (1920–1992)                | Minister van Justitie             | 3 oktober 1970   | 17 maart 1971    | Høyre      |
|                               | Sverre Walter Rostoft        | Sverre Walter Rostoft (1912–2001)        | Minister van Economische Zaken    | 12 oktober 1965  | 17 maart 1971    | Høyre      |
|                               | Kåre Willoch                 | Kåre Willoch (1928–2021)                 | Minister van Handel               | 12 oktober 1965  | 5 juni 1970      | Høyre      |
|                               | Otto Grieg Tidemand          | Otto Grieg Tidemand (1921–2006)          | Minister van Handel               | 5 juni 1970      | 17 maart 1971    | Høyre      |
| Minister van Defensie         | Otto Grieg Tidemand          | Otto Grieg Tidemand (1921–2006)          | 12 oktober 1965                   | 5 juni 1970      |                  | Høyre      |
| Minister van Defensie         |                              |                                          | Gunnar Hellesen (1913–2005)       | 5 juni 1970      | 17 maart 1971    | Høyre      |
|                               | Egil Aarvik                  | Egil Aarvik (1912–1990)                  | Minister van Sociale Zaken        | 12 oktober 1965  | 17 maart 1971    | KrF        |
|                               | Kjell Bondevik               | Kjell Bondevik (1901–1983)               | Minister van Onderwijs            | 12 oktober 1965  | 17 maart 1971    | KrF        |
| Minister voor Godsdienst      | Kjell Bondevik               | Kjell Bondevik (1901–1983)               |                                   | 12 oktober 1965  | 17 maart 1971    | KrF        |
|                               | Håkon Kyllingmark            | Håkon Kyllingmark (1915–2003)            | Minister van Transport            | 12 oktober 1965  | 17 maart 1971    | Høyre      |
|                               | Helge Seip                   | Helge Seip (1919–2004)                   | Minister van Regionale Zaken      | 12 oktober 1965  | 30 augustus 1970 | Venstre    |
| Minister voor Arbeid          | Helge Seip                   | Helge Seip (1919–2004)                   |                                   | 12 oktober 1965  | 30 augustus 1970 | Venstre    |
|                               |                              | Helge Rognlien (1920–2001)               | Minister van Regionale Zaken      | 30 augustus 1970 | 17 maart 1971    | Venstre    |
| Minister voor Arbeid          |                              | Helge Rognlien (1920–2001)               |                                   | 30 augustus 1970 | 17 maart 1971    | Venstre    |
|                               |                              | Bjarne Lyngstad (1901–1971)              | Minister van Landbouw             | 12 oktober 1965  | 20 augustus 1970 | Venstre    |
|                               |                              | Hallvard Eika (1920–1989)                | Minister van Landbouw             | 20 augustus 1970 | 17 maart 1971    | Venstre    |
|                               |                              | Oddmund Myklebust (1915–1972)            | Minister van Visserij             | 12 oktober 1965  | 8 november 1968  | Sp         |
|                               | Einar Hole Moxnes            | Einar Hole Moxnes (1921–2006)            | Minister van Visserij             | 8 november 1968  | 17 maart 1971    | Sp         |
| Ministers zonder portefeuille |                              |                                          |                                   |                  |                  |            |
| Ambtsbekleder                 | Ambtsbekleder                | Ambtsbekleder                            | Functie(s)                        | Ambtstermijn     | Ambtstermijn     | Partij(en) |
|                               |                              | Dagfinn Vårvik (1924–2018)               | Minister voor Lonen en Prijzen    | 12 oktober 1965  | 17 maart 1971    | Sp         |
|                               | Elsa Skjerven                | Elsa Skjerven (1919–2005)                | Minister voor Consumenten- beleid | 12 oktober 1965  | 17 maart 1971    | KrF        |
| Minister voor Jeugd en Gezin  | Elsa Skjerven                | Elsa Skjerven (1919–2005)                |                                   | 12 oktober 1965  | 17 maart 1971    | KrF        |

Gerhardsen I ·
Gerhardsen II ·
Torp ·
Gerhardsen III ·
Lyng ·
Gerhardsen IV ·
Borten ·
Bratteli I ·
Korvald ·
Bratteli II ·
Nordli ·
Brundtland I ·
Willoch I ·
Willoch II ·
Brundtland II ·
Syse ·
Brundtland III ·
Jagland ·
Bondevik I ·
Stoltenberg I ·
Bondevik II ·
Stoltenberg II ·
Solberg ·
Støre